# Oligotoma approximans
Oligotoma approximans är en insektsart som beskrevs av Davis 1938. Oligotoma approximans ingår i släktet Oligotoma och familjen Oligotomidae. Inga underarter finns listade i Catalogue of Life.